# Kalix kommuns bildarkiv
Kalix kommuns bildarkiv är ett bildarkiv förvaltat av Kalix kommun och i samlingarna finns det över 22 000 bilder, varav cirka 10.000 är registrerade i kommunens databas. Bilderna visar Kalix från 1860-talet och framåt. Fotografierna består av glasplåtar, negativ, skolfotografier och reprofotografier från privata fotoalbum med mera. Samlingarna består till stor del av bilder från donationer från Börje Hällgren, Anna Rutberg, Edwin Ekblom och Ola Jönssons bilder med flera.
Kontoret är placerad i kommunbiblioteket och handläggs av Fritids och Kulturförvaltningen. Bilder går att se på bildarkivets webbplats och i pärmar i biblioteket vid Kalixhörnan. 

## Utställningar
I det f.d Kalixrummet på kommunbiblioteket och på kommunens hemsida visades det varje månad mellan 2012 och 2014 arkivglimtar. Utställningen innehöll en arkivbild, ett museiföremål och några utvalda Kalixord (alltså på bygdemål, d.v.s Kalixbondska)
Några bildutställningar har även gjorts senare under 2020-talet.

## Historik
Kontoret var tidigare förlagt på Filipsborgs herrgård.